# Корица, Стеван
Стеван «Лола» Корица (серб. Стеван "Лола" Корица; 6 марта 1916, Могорич — 6 июня 1942, Езерце, близ Плитвицких озёр) — югославский сербский партизан времён Народно-освободительной войны Югославии, Народный герой Югославии.

## Биография
Родился 6 марта 1916 в деревне Могорич в крестьянской семье. В возрасте 15 лет ушёл на работу в Белград. После Апрельской войны бежал из Белграда в родную деревню и вступил в партизанское движение (Могоричская рота 1-го Ликского партизанского отряда «Велебит»). Позднее служил в ударной роте отряда, до июня 1942 года числился при батальоне имени Пекиши Вуксана.
6 июня 1942 убит в деревне Езерце близ Плитвицких озёр в бою против итальянцев и усташей. Указом Иосипа Броза Тито от 27 ноября 1953 награждён званием Народного героя Югославии.